# Per Borten
Per Borten, né le 3 avril 1913 à Flå (Melhus) et mort le 20 janvier 2005 à Trondheim, est un homme d'État norvégien, membre du Parti du centre.
Il est Premier ministre de Norvège entre 1965 et 1971.